# Giuppana
Giuppana o Giupana (in croato Šipan) è un'isola della Croazia, la maggiore delle isole Elafiti, situata di fronte alla costa dalmata, a nord-ovest di Ragusa. Amministrativamente appartiene alla città di Ragusa (Dubrovnik) nella regione raguseo-narentana.

## Geografia
Giuppana è separata dalla costa dalmata dal canale di Calamotta o Calamota (Koločepski kanal) e si trova a sud di Slano. Il tratto di mare Bocca o Porta di Mezzo (Lopudska Vrata) la separa dall'isola di Mezzo.
L'isola ha una superficie di 16,22 km², lo sviluppo costiero è di 29,416 km, l'elevazione massima è quella del monte Grande o Velivark (Veli vrh), 233,8 m s.l.m., che si trova a nord-ovest, segue il monte Sant'Elia (Sutulija), 223,8 m, situato al centro dell'isola. L'estremità nord-ovest si chiama punta dei Sorci (rt Stari brod), poco più a est, su punta Quieta (rt Tiha) c'è una torre bianca con un fanale. L'estremità sud-est dell'isola ha tre punte: Pertusa, Pertussa o Pertuscia (rt Prtuša), Butura o Suhi Rat (rt Butor) e San Giorgio (rt Konj).
Sull'isola vi sono due porti: porto Giuppana o Luca di Giuppana o semplicemente Luca (Šipanska Luka) e porto di San Giorgio o San Giorgio di Giuppana (Suđurađ).
Il porto Giuppana si trova a ovest nella valle Luca o di Scipan (uvala Luka), che è racchiusa da una stretta penisola che si protende verso l'isola Liciniana. Il tratto di mare tra la penisola e Liciniana si chiama Bocca Pompeiana o di Pompeo o Porta Pompeiana (prolaz Harpoti).
Il porto di San Giorgio è situato a sud-est nella valle San Giorgio (uvala Suđurađ), delimitata dalle punte Butura e San Giorgio e protetta dall'isoletta Ruda.

### Isole adiacenti
- Isolotto dei Sorci (Mišnjak), 180 m[2] circa a nord di punta dei Sorci.
- Taian (Tajan), a ovest.
- Cerquina (Crkvina), a ovest.
- Isolotto Nudo[20] o Golech[8][9] (Goleč), piccolo scoglio allungato a sud-est di Cerquina 42°45′00″N 17°49′11″E.
- Cosmaz (Kosmeč), a ovest
- Isola Liciniana (Jakljan), a ovest.

Valle San Giorgio:
- tre piccoli scogli si trovano all'interno del porto: hrid Krastavi, hrid Mali Školj e hrid Plosini[2].
- Ruda, di fronte al porto.
- scoglio Ruda[21] (hrid Ruda), 130 m[2] a nord di Ruda; ha un'area di 654 m²[22]

### Cartografia
- (HR) Mappa topografica della Croazia 1:25000, su preglednik.arkod.hr. URL consultato il 27 febbraio 2017.
- G. Giani, Carta prospettiva delle Comuni censuarie della Dalmazia, foglio 12, 1839. Fondo Miscellanea cartografica catastale, Archivio di Stato di Trieste.
- Carta di cabottaggio del mare Adriatico, foglio XI, Milano, Istituto geografico militare, 1822-1824. URL consultato il 17 settembre 2020 (archiviato dall'url originale il 13 aprile 2013).